# Nollunds kyrka
Nollunds kyrka (danska: Nollund Kirke) är en kyrka som ligger i landsorten Nollund omkring 16 kilometer nordväst om Billund.

## Kyrkobyggnaden
Kyrkan uppfördes 1914 efter ritningar av arkitekt Hother Paludan och invigdes 28 februari 1915.
Kyrkan består av långhus med smalare kor i öster och torn i väster. Norr om koret finns en vidbyggd sakristia.
Yttertaket är belagt med rött tegel.

## Inventarier
- Altartavlan är en kopia av H. Hofmanns målning "Bönen i Getsemane".
- Dopfunten av grå granit med dopfat av mässing är samtida med kyrkan.
- Predikstolen i barockstil består av korg med tre bildfält som skils åt av vridna pelare. Ljudtak saknas.
- Kyrksilvret är från 1911 och består av nattvardskärl, bägare och oblatask.
- En orgel med sju stämmor, en manual och pedal är byggd 1990 av Bruno Christensen & Sønner Orgelbyggeri.
- I tornet hänger en kyrkklocka tillverkad 1913 av D Smithske Klokkestøberier i Ålborg.